# Ebana
Ebana (Ve siècle) est un roi d'Aksum.